# Vi kan alla göra nåt
Vi kan alla göra nåt är en sång skriven och komponerad av Åsa Karlström, Linda Dahl, och inspelad av projektet Sveriges dansband för Haiti, till förmån för offren av jordbävningen i Haiti 2010. Singeln spelades in i februari 2010, och släpptes samma månaden. Hela inkomsten tillföll Läkare utan gränser.

## Medverkade i Sveriges dansband för Haiti
- Anders Nordlund - Fernandoz
- Anders Wigelius - Gamblers
- Andreas Olsson - Sannex
- Annlie Lundh - Callisto
- Arne Bakken - Hedins
- Björn Lagerström - Barbados
- Casper Jarnebrink - Arvingarna
- Christine Granholm - Shake
- Claes Lövgren - Claes Lövgrens
- Daniel Mårtensson - Svänzons
- Emma Karlsson - Face-84
- Erik Lihm - Erik Lihms
- Erika Sjöström - Drifters
- Fredrik Myrer - Sandins
- Gabriela Arsén - Face-84
- Git Persson - tidigare Fernandoz
- Göran Lindberg - Mats Bladhs
- Henrik Strömberg - Scotts
- Jeans Pääjärvi - Svänzons
- Joakim Ekelund - Kindbergs
- Jonas Näslund - Cavalkad
- Josefine Hansson - Face-84
- Kjell Malmborg - Bengt Hennings
- Kjetil Granlie - Streaplers
- Linus Lindholm - Mats Bergmans
- Lotten Hansson - Divine Orkester
- Louella Westman - Martinez
- Marcus Fernholm - Bhonus
- Maria Rolf - Titanix
- Maria Persson - Blender
- Melissa Williams - Zlips
- Micael Melander - Flashbackbandet
- Micke Ahlgren - Micke Ahlgrens
- Micke Dicksson - Sandins
- Mikael Säfvestad - Mannerz
- Ole Hansen - Jontez
- Olle Jönsson - Lasse Stefanz
- Peter Danielsson - Schytts
- Peter Larsson - Larz Kristerz
- Peter Svensson - Date
- Roger Melander - Svänzons
- Sandra Estberg - Nova
- Sara Carlsson - Face-84
- Thorleif Torstensson - Thorleifs
- Tommy Petersson - Torgny Melins
- Tony Ljungström - Black Jack
- Torbjörn Eriksson - Jive
- Åke Schlund - Stig Helmers Orkester
- Örjan Berggren - Svänzons

## Listplaceringar
| Lista (2010)         | Topplacering |
| -------------------- | ------------ |
| Svenska singellistan | 7            |